# Isabel Pons
Isabel Pons Iranzo (Barcelona, 28 de enero de 1912  – Río de Janeiro, 3 de junio de 2002 ) fue una diseñadora, ilustradora, pintora y profesora hispano-brasileña.
Cursó estudios de pintura y dibujo en la Escuela de Bellas Artes de Barcelona del 1925 al 1930. Durante el mismo periodo, estudió en la Escuela Industrial de Sabadell, con Joan Vila Cinca y Antoni Vila Arrufat, entre otros. Entre 1930 y 1940 trabajó en el estudio del pintor Carlos Vázquez y en el Real Círculo Artístico de Barcelona.
En el año 1931 participó en el concurso de pintura Montserrat vist pels pintors catalans, organizado por el Cercle Artístic de Sant Lluc. Las obras de los artistas que concurrieron se expusieron en el Palacio de las Artes Decorativas de Barcelona entre diciembre de 1931 y febrero de 1932.
Alrededor de 1935, realizó ilustraciones para libros del poeta Federico García Lorca. En 1945 se trasladó a Río de Janeiro y en 1957 enseñó grabado en la Escuela de Artes Visuales del Parque Lage (EAV / Parque Lage). Se naturalizó brasileña el 1958 y estudió con Rossini Pérez y Johnny Friedlaender en el Estudio de Grabado del Museo de Arte Moderno de Río de Janeiro (MAM / RJ), en 1959.
Relacionada con las entidades artísticas del país, se integró a la Comisión Nacional de Bellas artes (1964-67) y participó en exposiciones como la Bienal de Sao Paulo, en la cual consiguió el premio de grabado en 1961.
Después de catorce años de no exponer en salas catalanas, en 1975 presentó una importante muestra en Barcelona. Tiene obra representada en varios museos de Río de Janeiro, en el de la Universidad de São Paulo y en varios museos de ciudades de todo el mundo, como Nueva York, Cleveland, La Paz y Madrid, entre otras.
En Cataluña, conservan obra de Isabel Pons Iranzo el Museu de Montserrat y el Museu de Historia de la Ciutat de Girona.